# Васкес, Андрес
Андре́с Хавье́р Ва́скес Руэ́да Пи́нто, или просто Васкес (исп. Andrés Javier Vásquez Rueda Pinto; 16 июля 1987, Лима, Перу) — шведский футболист перуанского происхождения.

## Карьера
Профессиональную карьеру Андрес Васкес начал в шведском клубе «Гётеборг», в молодёжную академию которого попал в 1997 году. В основном составе «Гётеборга» дебютировал в 2005 году. Свой первый гол в «Гётеборге» Васкес забил 7 мая 2007 года в матче против «Эребру» ударом «рабона» из-за пределов штрафной площади. Этот гол стал кандидатом на звание лучшего гола чемпионата Швеции 2007 года, а некоторые журналисты даже предполагали, что этот гол может быть лучшим за всю историю чемпионатов Швеции.
В декабре 2007 года подписал контракт с швейцарским «Цюрихом». Позже был в аренде в «Грассхоппере». А в 2011 году вернулся в Швецию, но уже в «Хеккен».
Выступал за молодёжную сборную Швеции, вызывался в сборную Перу, но в матче за неё не играл.